# Clarence Williams III
Clarence Williams III (New York, 21 augustus 1939 – Los Angeles, 4 juni 2021) was een Amerikaans acteur.

## Biografie
Williams begon in 1959 met acteren in de film Pork Chop Hill. Hierna heeft hij nog meer dan 100 rollen gespeeld in films en televisieseries zoals The Mod Squad (1968-1973), Purple Rain (1984), Deadfall (1993), The Silencers (1996), Hoodlum (1997), Life (1999), American Dragon: Jake Long (2005-2007) en The Blue Hour (2007).
Williams was ook actief in het theater, hij maakte in 1960 zijn debuut op Broadway in het toneelstuk The Long Dream als Chris. Hierna speelde hij nog driemaal op Broadway. In 1964 met het toneelstuk Slow Dance on the Killing Ground als Randall, in 1966 met het toneelstuk The Great Indoors als Hector Case en in 1979 met het toneelstuk Night and Day als president Mageebal.

## Privéleven
De acteur was kleinzoon van de jazzpianist, zanger en producer Clarence Williams en de jazz- en blueszangeres Eva Taylor.
Williams was van 1967 tot en met 1984 getrouwd met Gloria Foster. Hij overleed op 81-jarige leeftijd aan de gevolgen van darmkanker.

## Filmografie

### Films
Selectie:
- 2013 The Butler - als Maynard
- 2007 American Gangster – als Bumpy Johnson
- 2007 The Blue Hour – als Ridley
- 2001 Impostor – als minister van defensie
- 2000 Reindeer Games – als Merlin
- 1999 Life – als Winston Hancock
- 1998 La leggenda del pianista sull'oceano – als Jelly Roll Morton
- 1997 The Love Bug – als Chuck
- 1997 Hoodlum – als Bub Hewlutt
- 1997 George Wallace – als Archie
- 1996 The Silencers – als generaal Greenboro
- 1994 Against the Wall – als Chaka
- 1993 Deadfall – als Dean
- 1991 My Heroes Have Always Been Cowboys – als hulpsheriff Virgil
- 1986 52 Pick-Up – als Bobby Shy
- 1984 Purple Rain – als de vader van Prince
- 1964 The Cool World – als Blood
- 1959 Pork Chop Hill – als boodschapper

### Televisieseries
Uitgezonderd eenmalige gastrollen.
- 2005 – 2007 American Dragon: Jake Long – als Andam (stem) – 4 afl.
- 2003 Skin – als Vincent Quordon – 2 afl.
- 2003 Fastlane – als mr. Hayes – 2 afl.
- 2002 Judging Amy – als Joe McKenzie – 2 afl.
- 1995 Crazy Love – als de baas - ? afl.
- 1990 Twin Peaks – als FBI agent Roger Hardy – 2 afl.
- 1990 Nasty Boys – als John Culver – 2 afl.
- 1968 – 1973 The Mod Squad – als Linc Hayes – 123 afl.

- Gemeinsame Normdatei: 1256746398
- International Standard Name Identifier: 0000 0003 7423 411X
- Library of Congress Control Number: no95043418
- Système universitaire de documentation: 070705585
- Virtual International Authority File: 75902055
- WorldCat: E39PBJgt3CJDGyygVKP8b6kVYP